# Camara (dessinateur)
Pour les articles homonymes, voir Câmara et Camara.
Tomás Júlio Leal da Câmara dit Camara (1876-1948) est un peintre et caricaturiste portugais qui fut célèbre dans le Paris de la Belle Époque.

## Biographie
Né à Panaji (Inde portugaise) le 30 novembre 1876, Camara arrive à Lisbonne âgé de quatre ans. Doué pour le dessin, il s'inscrit néanmoins à l'Institut d'agronomie et de médecine vétérinaire, qu'il quitte en 1896 pour se consacrer à la défense de l'idéal républicain, alors émergeant dans le pays.
Dès 1898, il publie de nombreuses caricatures tournées contre la monarchie et l'aristocratie. Ces publications portugaises sont bien souvent interdites ou frappées par la censure. Il est bientôt contraint à l'exil à Madrid où il se lie avec Rubén Darío.
Il réside à Paris de 1900 à 1910, où il participe activement à la mouvance anarchiste et publie des dessins et caricatures dans L'Assiette au beurre, exécutant un certain nombre de numéros spéciaux. Il choisit de s'installer en Belgique.
En octobre 1910, la proclamation de la république au Portugal lui permet de revenir chez lui. Il s'installe à Porto. En 1912, il expose ses peintures et dessins dans une galerie à Lisbonne et dans les diverses manifestations organisées par le Salões dos Humoristas e Modernistas de Porto.
Durant la Première Guerre mondiale, il reste proche du groupe d'artistes humoristes et ne perd rien de sa verve satirique.
Après un voyage au Brésil en 1922, il revient à Lisbonne où il se consacre à sa peinture et à l’illustration de livres pour enfants.
Il vécut, de 1930 à sa mort survenue le 21 juillet 1948, à Rinchoa près de Sintra, où sa maison est devenue un musée en son honneur, grâce à sa veuve Júlia de Azevedo (1894-1965).

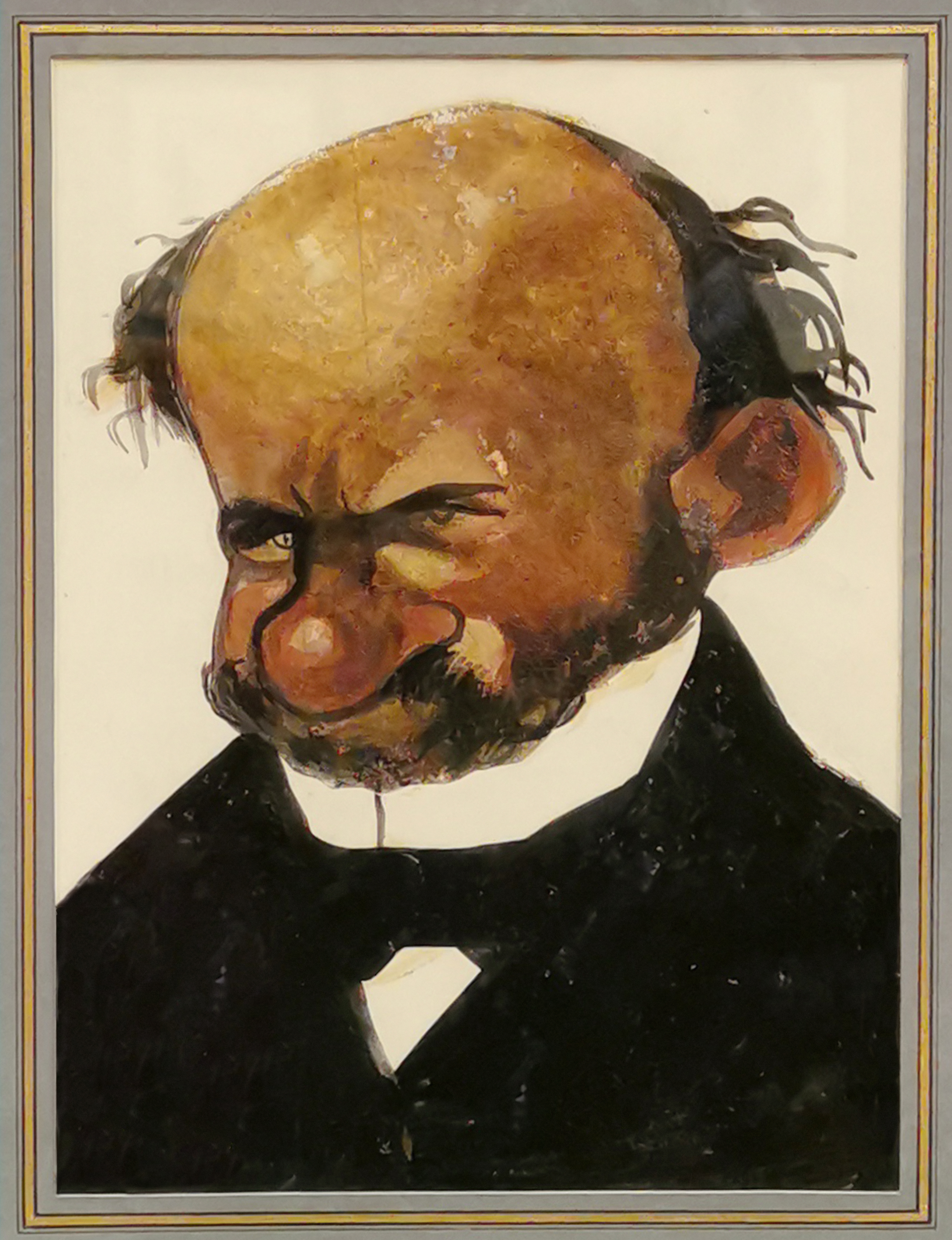
Portrait-charge d'Émile Chautemps paru dans L'Assiette au beurre (1903)
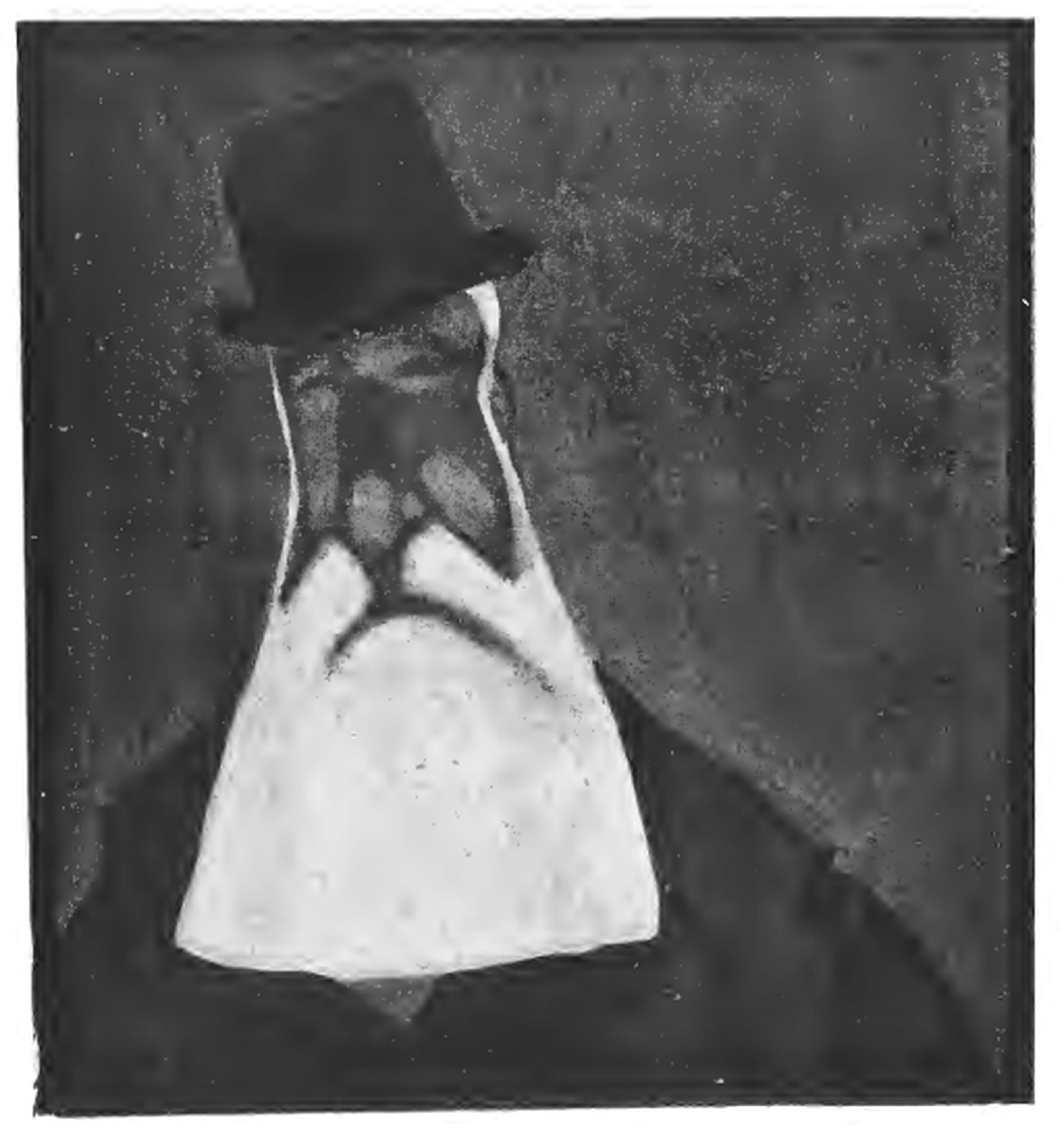
Le roi Léopold II des Belges, paru dans Le Cri de Paris
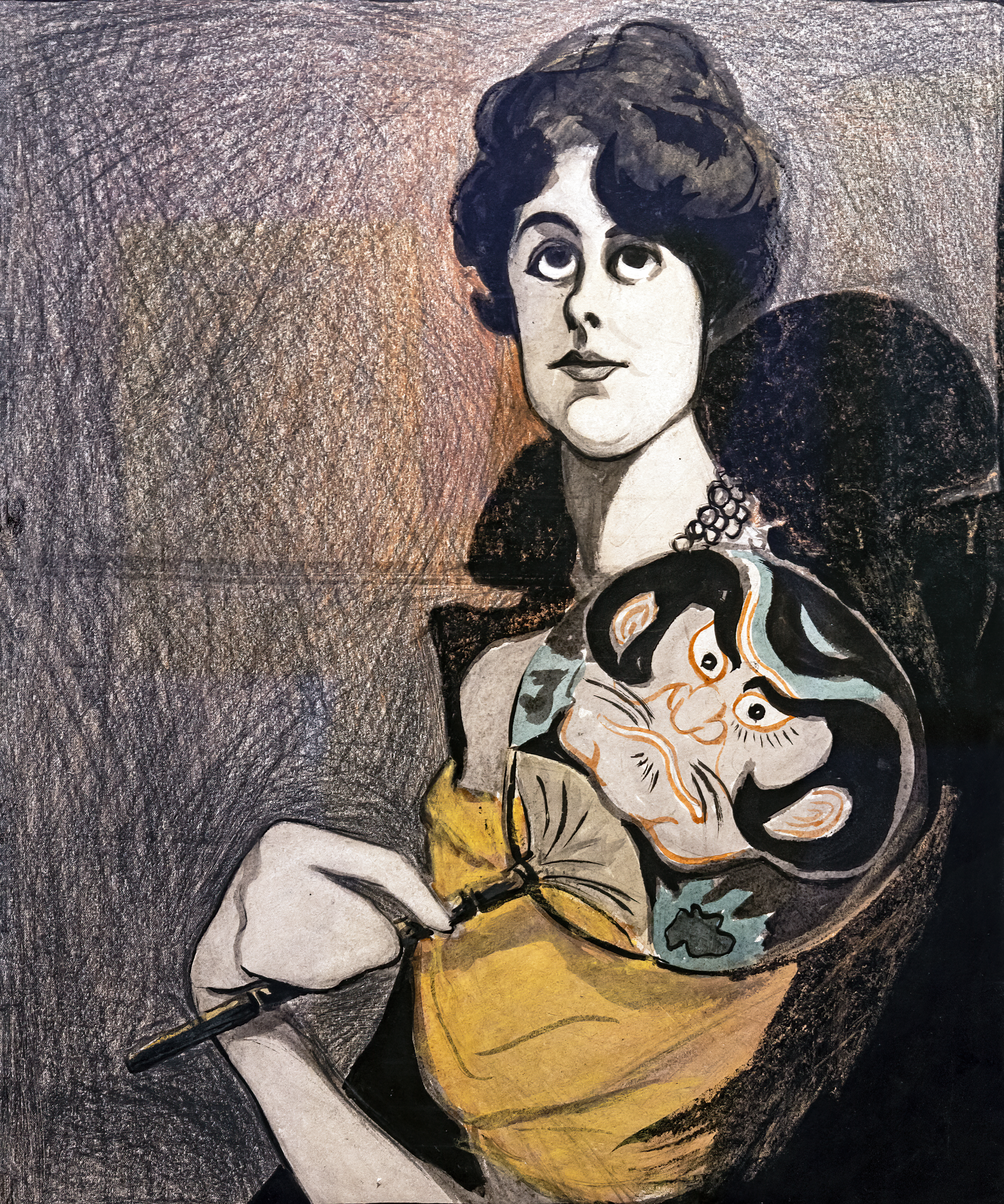
Femme avec un éventail japonais